# Karreh Pūyān
Karreh Pūyān (persiska: كَرِّه پووان, كَرِه پوان, كَرِه بُّيَن, كَرِّه پويان, كارَپيان, کرّه پویان, Karreh Pūvān, Korrahpūyān) är en ort i Iran.   Den ligger i provinsen Kurdistan, i den nordvästra delen av landet, 400 km väster om huvudstaden Teheran. Karreh Pūyān ligger 1 927 meter över havet och antalet invånare är 105.
Terrängen runt Karreh Pūyān är kuperad. Runt Karreh Pūyān är det ganska tätbefolkat, med 185 invånare per kvadratkilometer. Närmaste större samhälle är Kāmyārān, 13,1 km väster om Karreh Pūyān. Trakten runt Karreh Pūyān består i huvudsak av gräsmarker.